# ساوت لاک‌پورت (نیویورک)
ساوت لاک‌پورت (به انگلیسی: South Lockport) یک منطقهٔ مسکونی در ایالات متحده آمریکا است که در شهرستان نیاگارا، نیویورک واقع شده‌است. ساوت لاک‌پورت ۱۴٫۹ کیلومتر مربع مساحت و ۸٬۲۳۴ نفر جمعیت دارد و ۱۹۳ متر بالاتر از سطح دریا واقع شده‌است.